# Dominique Noguez
Dominique Noguez (Bolbec, 1942. szeptember 12. – Párizs, 2019. március 15.) francia író, filmkritikus.

## Művei

### Filmkritikák
- Essais sur le cinéma québécois (1970)
- Le Cinéma, autrement (1977)
- Éloge du cinéma expérimental (1979)
- Trente ans de cinéma expérimental en France (1950–1980) (1982)
- Une renaissance du cinéma : le cinéma "underground" américain (1985)
- Ciné-Journal (1959-1971) (1992)
- Ce que le cinéma nous donne à désirer – Une nuit avec (1995)
- Cinéma & Paris expérimental (2010)

### Regények, novellák
- M & R (1981, regény)
- Les Deux Veuves (1990)
- Les Derniers Jours du monde (1991)
- Les trente-six photos que je croyais avoir prises à Séville (1993)
- Les Martagons (1995, regény)
- Amour noir (1997, regény)
- L'Embaumeur (2004, regény)
- Une année qui commence bien (2013)
- L'Interruption (2018)

### Esszék
- Dandys de l'an 2000 (1977)
- Ouverture des veines et autres distractions (1982)
- Les Trois Rimbaud (1986)
- Le Retour de l'espérance (1987)
- Épigrammes de Martial (1989)
- Lenin dada (Lénine dada) (1989); ford. Szigeti László; Balassi–BAE Tartóshullám, Bp., 1998 (Tartóshullám)
- Sémiologie du parapluie et autres textes (1990)
- Tombeau pour la littérature (1991)
- La Colonisation douce – Feu la langue française? (1991)
- Aimables quoique fermes propositions pour une politique modeste (1993)
- Derniers Voyages en France (1994)
- L'Arc-en-ciel des humours – Jarry, Dada, Vian, etc. (1996)
- Je n'ai rien vu à Kyoto – Notes japonaises (1983–1996) (1997)
- Cadeaux de Noël (1998)
- Immoralités suivi d'un Dictionnaire de l'amour (1999)
- Le Grantécrivain et autres textes (2000)
- Duras, Marguerite (2001)
- "Les Plaisirs de la vie" (2001)
- Comment rater complètement sa vie en onze leçons (2002)
- L'Homme de l'humour (2004)
- Vingt choses qui nous rendent la vie infernale (2005)
- Avec des si (2005)
- La Véritable Histoire du football & autres révélations (2006)
- Dans le bonheur des villes : Rouen, Bordeaux, Lille (2006)
- Œufs de Pâques au poivre vert (2008)
- Duras, toujours (2009)
- Soudaine mélancolie (2010)
- Montaigne au bordel & autres surprises (2011)
- La Véritable Origine des plus beaux aphorismes (2014)
- Pensées bleues (2015)
- Projet d'épitaphe précédé de cinq poèmes plus longs (2016)
- Causes joyeuses ou désespérées (2017)
- Encore une citation, monsieur le bourreau! (2019)

### Forgatókönyvek
- Les derniers jours du monde (2009)
- Robin des mers (1998, párbeszédek)
- Alliance cherche doigt (1997)
- Fotomatar (1979, rövidfilm)

## Magyarul
- Lenin dada. Esszé; ford. Szigeti László; Balassi–BAE Tartóshullám, Bp., 1998 (Tartóshullám)